# Mount Adam (Falklandinseln)
Mount Adam (spanisch Monte Independencia) ist ein Berg in den Hornby Mountains und mit rund 700 Metern Höhe die zweithöchste Erhebung der Falklandinseln und die höchste Westfalklands.
Er ist Teil der Gebirgskette Hill Cove Mountains. Auf ihm befinden sich Überreste eines Gletschers.